# Юнгерманія густюща
Юнгерманія густюща (Jungermannia confertissima) — вид печіночників порядку юнгерманіальних (Jungermanniales).
Таксон вважається синонімом до Solenostoma confertissimum (Nees) Schljakov

## Поширення
Батьківщиною є Європа, Азія, Північна Америка.
Середовищем існування Jungermannia confertissima є гірські райони, від вологих до мокрих, від світлих до сонячних місць на ґрунті та скельних детритах, у відкритих піонерних місцях, таких як насипи шляхів, поверхні ерозії, наноси, тріщини на берегах струмків, також у захищених ущелинах скель або на снігових ґрунтах, рідше безпосередньо на скелях.

## Характеристика
Це від висхідних до прямовисних, від малих до середніх розмірів утворюють густі килимки від жовто-зелених або зелених до коричневих; вони рідко ростуть між іншими видами моху. Нижня сторона стебла вкрита численними ризоїдами. Щільні бокові листки помітно більші вшир та дещо порожнисті. На одну клітину листка припадає приблизно від 4 до 11 масляних тілець від сферичних до витягнутих. Вид однодомний. Спорогони поширені. Виводкові тіла відсутні.